# Lacanobia gemia
Lacanobia gemia är en fjärilsart som beskrevs av Jacob Hübner. Lacanobia gemia ingår i släktet Lacanobia och familjen nattflyn. Inga underarter finns listade i Catalogue of Life.